# 미발견 원소
미발견 원소는 아직 발견되지 않은 원소를 일컫으며,
우누넨늄, 운비닐륨 등이 있다. 2021년 2월 현재 7주기 원소인 오가네손(118번)까지의 모든 원소가 모두 발견이 공인되어 명명된 상태이며, 미발견 원소는 8주기 원소인 119번 원소(우누넨늄) 이상의 원소들이다. 미발견 원소는 확장 주기율표에서 나타난다.

## 같이 보기
- 8주기 원소
- 9주기 원소
- 확장 주기율표
- 체계적 원소 이름